# Lingua garifuna
La lingua garifuna (ISO 639-3 cab) è una lingua arawak parlata in Honduras, Guatemala e Belize. La lingua è anche parlata in Nicaragua, nella Costa dei Miskito. 
La lingua è parlata dai discendenti degli Arawak che nel XVIII secolo furono costretti a fuggire dall'isola di Saint Vincent (Caraibi) e si stabilirono sulle coste dell'America centrale. Garifuna è un sinonimo di zambo.
Il garifuna ha dovuto subire a lungo la discriminazione e il predominio delle lingue europee ed è tuttora in pericolo di estinzione. Non è normalmente presente nei sistemi scolastici e viene insegnata in un solo villaggio.
La lingua garifuna è stata inserita nella lista dei Patrimoni orali e immateriali dell'umanità assieme alla musica e alla danza garifuna. La lingua è ricca di racconti tradizionali (úraga) che venivano narrati nei raduni sociali.

## Distribuzione geografica
Secondo Ethnologue la lingua è parlata da 98 000 persone in Honduras (dato del 1993), da 16 700 persone in Guatemala, da 16 100 persone in Belize (2006), per un totale complessivo di 130.800 persone che lo parlano.